# Wesmaldra
Wesmaldra es un género de arañas de tierra del orden Araneae. Fue descrito por Norman I. Platnick y Barbara Baehr en 2006.

## Especies
- Wesmaldra baynesi Platnick y Baehr, 2006
- Wesmaldra bidgemia Platnick y Baehr, 2006
- Wesmaldra bromilowi Platnick y Baehr, 2006
- Wesmaldra hirsti Platnick y Baehr, 2006
- Wesmaldra kakadu Platnick y Baehr, 2006
- Wesmaldra learmonth Platnick y Baehr, 2006
- Wesmaldra napier Platnick y Baehr, 2006
- Wesmaldra nixaut Platnick y Baehr, 2006
- Wesmaldra rolfei Platnick y Baehr, 2006
- Wesmaldra splendida (Simon, 1908)
- Wesmaldra talgomine Platnick y Baehr, 2006
- Wesmaldra urawa Platnick y Baehr, 2006
- Wesmaldra waldockae Platnick y Baehr, 2006
- Wesmaldra wiluna Platnick y Baehr, 2006